# Браун, Нина
Нина Браун (англ. Nina Browne, полное имя Nina Eliza Browne; 1860—1954) — американская библиотекарь и архивист.
Автор системы выдачи библиотечных книг, названной в её честь Browne Issue System.

## Биография
Родилась 6 октября 1860 года в городе Эрвинг, штат Массачусетс, в семье Чарльза Теодора и Нэнси Чепмен Браунов.

### Образование
Нина Браун обучалась в Смит-колледже, где получила степень бакалавра в 1882 году и степень магистра в 1885 году. Затем, по рекомендации своего соученика, посещала только что открытую школу School of Library Economy Колумбийского колледжа (ныне Колумбийский университет). Браун в течение двух лет училась в американского библиотекаря и библиографа Мелвила Дьюи. Хотя в первые годы преподавания в Колумбийском колледже ученых степеней не присуждали, в 1889 году Дьюи (в то время библиотекарь штата Нью-Йорк) подал от имени своих студентов прошение, в результате которого, после шестнадцати квалификационных экзаменов, Нина Браун и ещё один студент колледжа были удостоены в 1891 году степени бакалавра библиотечных наук в Университете штата Нью-Йорк. А спустя много лет, в 1930 году, Смит-колледж присвоил Браун почётную степень доктора литературы.

### Деятельность
Между обучением в колледже Смита и Колумбийском колледже, Нина Браун работала с 1888 по 1889 год помощником библиотекаря в библиотеке Колумбийского университета. В течение следующих трёх лет она работала в Библиотеке штата Нью-Йорк. До 1896 года она работала в Библиотечном бюро в Бостоне.
К 1895 году Браун изобрела систему оплаты библиотечных книг при выдаче их клиенту — Browne Issue System. В 1897 году она выступила перед Американской библиотечной ассоциацией (American Library Association) с речью под названием «Классификация, каталоги и современные библиотечные устройства». В конце марта 1901 года она выступала с докладом на собраниях Библиотечной ассоциации Пенсильвании и Библиотечной ассоциации Нью-Джерси, проходивших в этих штатах.
Затем Браун стала соредактором американского библиотекаря и историка Уильяма Лейна в работе A.L.A Portrait Index, опубликованной в 1906 году — это был указатель портретов, опубликованных в книгах и периодических изданиях США. Браун также опубликовала A Bibliography of Nathaniel Hawthorne и создала каталог Catalog of Officers, Graduates, and Nongraduates of Smith College. Затем Нина Браун работала помощником библиотекаря в Гарвардском университете в Бостонском атенеуме.

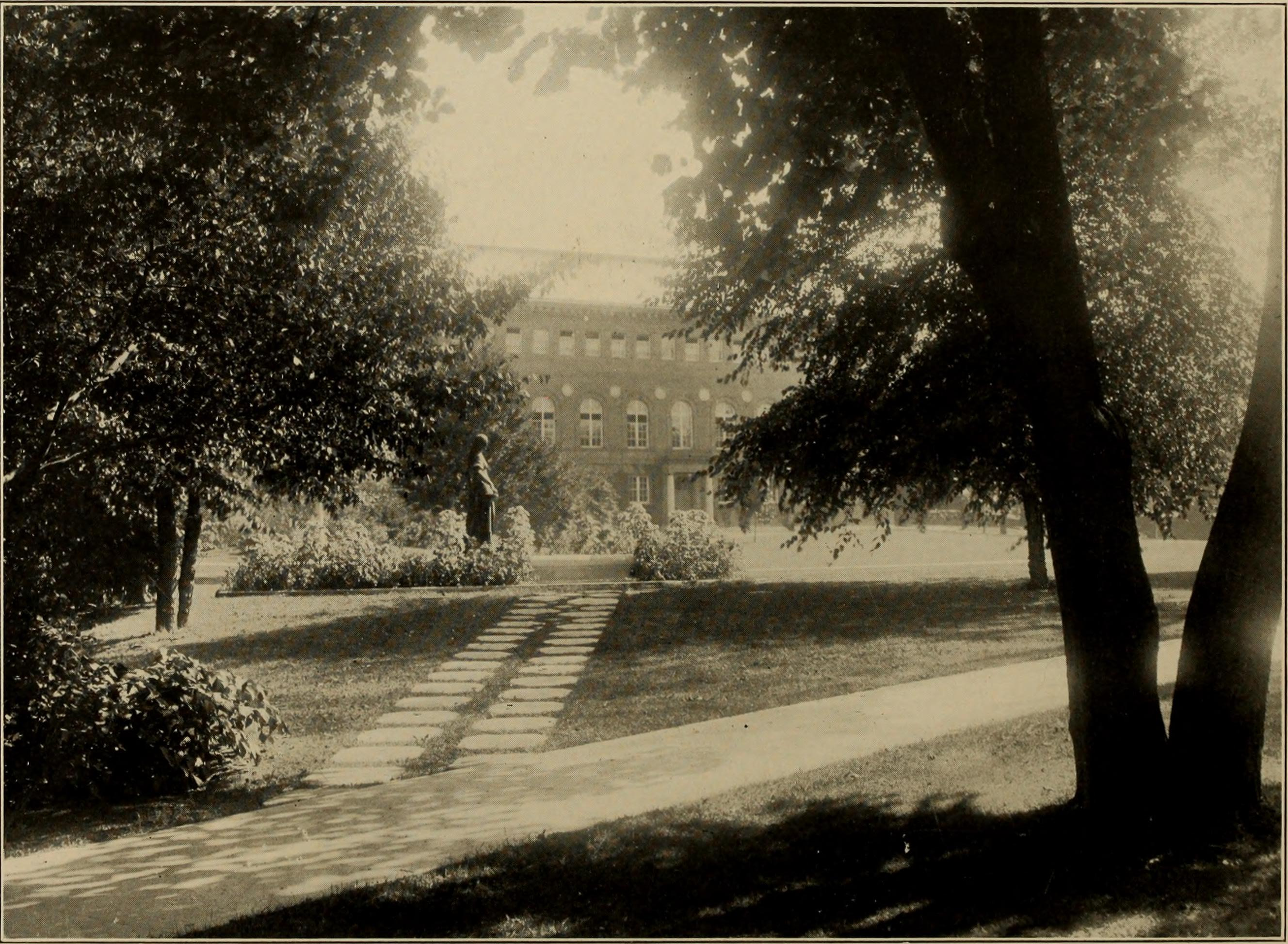
Смит-колледж в 1921 году, когда Браун стала его архивистом

Её карьера в качестве архивиста началась в 1921 году, когда Браун была нанята Смит-колледжем в качестве первого архивариуса архивов этого учебного заведения. Она принимала также участие в Ассоциации выпускников колледжа. Причиной выхода Нины Браун на пенсию в 1937 году стала наступающая слепота. После неё архивариусом колледжа стала Маргарет Грирсон.
До конца жизни Браун проживала в Бостоне и оставалась незамужней. В последние годы жизни находилась при Trinity Church Home в бостонском нейборхуде Джамайка плэйн, где и умерла в 1954 году.